# 早瀬恭
早瀬 恭（はやせ きょう、1984年3月21日 - ）は、日本の経営者。株式会社WHOM代表。愛知県出身。

## 略歴
1984年、愛知県名古屋市出身。
15歳で単身渡米。アレクサンドリア中央高校へ留学。卒業後、帰国子女枠で国内の大学に進学。
株式会社JACリクルートメントに新卒入社。並行してハイパーアイランドのビジネススクール受講。
2014年、インドでJACリクルートメント インド支社を起業。2年で黒字化に成功。代表取締役に就任し、インド法人を立ち上げる。
2017年、シンガポール法人の代表取締役に就任。
2018年、インドネシア法人取締役を兼務。
2019年、リンクトイン・ジャパン、シニアマネージャー就任。計6年、9国籍150名以上ものマネジメントを手掛ける。
2020年10月、株式会社WHOMを創業。代表取締役に就任。グローバルキャリアの構築、異文化マネジメント、採用支援、人事代行を行う。

## 人物
- 高校生時代、ホームパーティーでダンスを披露し人気者になったのをきっかけに、帰国後ブレイキングダンスを本格的に始める。全国大会４位、中部地区学生選抜の成績を収める。現在はNATというダンスチームを結成し活動している。
- 話せる言語は、日本語、英語、タイ語、ヒンディー語。
- SNSで「#チーム早瀬」というファングループが存在する。

## 出演
- バチェロレッテ・ジャパン・シーズン2（Amazon Prime Video、2022年）
- 究極の恋愛決断ショーSPEC HOTEL（TBS、2024年）